# Dolichomitus garudai
Dolichomitus garudai är en stekelart som beskrevs av Gupta och Tikar 1976. Dolichomitus garudai ingår i släktet Dolichomitus och familjen brokparasitsteklar. Inga underarter finns listade i Catalogue of Life.